# Крынцилов
Крынцилов (укр. Кринцілів) — село в Городокском районе Хмельницкой области Украины.
Население по переписи 2001 года составляло 57 человек. Почтовый индекс — 32034. Телефонный код — 3251. Занимает площадь 0,2 км². Код КОАТУУ — 6821282502.
Через село протекает река Збруч.

## Местный совет
32037, Хмельницкая обл., Городокский р-н, с. Иванковцы; тел. 9-81-35.